# 勝手にしやがれ!!
『勝手にしやがれ!!』（原題：Never Mind the Bollocks, Here's the Sex Pistols）は、イギリスのパンクバンド、セックス・ピストルズ唯一のスタジオ・アルバム。1977年10月28日にヴァージン・レコードよりリリースされ、全英アルバムチャート1位を記録。
『ローリング・ストーン』誌の「オールタイム・ベスト・アルバム500」(大規模なアンケートで選出)と「オールタイム・ベスト・デビュー・アルバム100」に於いて、それぞれ41位と7位にランクイン。

## 解説
全英チャートで1位を獲得。アメリカではトップ100にも入らなかったが、発売から10年後の1987年にはゴールド・ディスクに輝くロングセラーとなった。
本作のレコーディングは1977年春から夏にロンドンのウェセックス・スタジオにて断続的に行われた。プロデューサーのクリス・トーマスは、プロコル・ハルム、ロキシー・ミュージック、サディスティック・ミカ・バンド等を手がけたベテランであり、スティーヴ・ジョーンズのギターを何重にもオーヴァー・ダビングすることで、音に厚みを出した。また、実際の演奏よりやや速目に再生されるよう録音した。エンジニアはビル・プライスが務めた。
ベーシストのグレン・マトロックは、「アナーキー・イン・ザ・U.K.」「ゴッド・セイヴ・ザ・クイーン」「プリティ・ヴェイカント」（2番の2行分をロットンが作詞した以外は作詞も担当）など、半数以上の曲を1人で作曲したが、本作のレコーディング直前に脱退している。2000年に行われたインタビューで本作を「ラジオで1曲だけ聴くと凄くいいと思う。でもアルバムを通して聴くと、ちょっと平板というか。僕がいたら、もっとカラフルにできていたかも」と語っている。
マトロックに代わって加入したシド・ヴィシャスの演奏技術が拙かったため、ベースはギタリストのスティーヴ・ジョーンズが担当した。また、すでにシングルとして発売されていた「アナーキー・イン・ザ・U.K.」のベースはマトロックによるものである。
本作制作中のピストルズのレコード契約は不安定なものであり、テレビでの舌禍事件を理由にEMIから契約を打ち切られた後、A&Mレコードと契約するもすぐに破棄された。一時は契約がない状態になったが、最終的にヴァージン・レコードと契約。本作に収録されている「拝啓EMI殿」は題名通りEMIを揶揄したものであり、曲の最後でA&Mにもメッセージが向けられている。
タイトルの中の「Bollock」（スラングで「睾丸」の意）が猥褻だという理由で、警察は本作の販売店に圧力をかけたが、裁判では猥褻に当たらないとされた。
発表から3ヶ月後、ピストルズは初のアメリカ・ツアーに向かったが、現地でジョニー・ロットンが脱退。バンドは空中分解し、結果的に本作がデビュー作にして最後のアルバムとなった。

## 収録曲
- 作曲クレジットはスティーヴ・ジョーンズ、ジョニー・ロットン、グレン・マトロック、ポール・クックによる。
- ただし、「さらばベルリンの陽」と「ボディーズ」のみマトロックではなくシド・ヴィシャスがクレジットされている。
- UKオリジナル盤(Virgin V2086)は全11曲入りで、特典としてシングル「サブミッション」が付加されていた。1977年11月以降にリリースされたUK盤には「サブミッション」がアルバム内に組み込まれ、曲順が若干変更されている。
- US盤およびカナダ版はアートワークがピンクの下地に緑のバンドロゴとなっている。

### UKオリジナル盤
- Side A

1. さらばベルリンの陽 - Holidays in the Sun（3分20秒）
2. ライアー - Liar（2分41秒）
3. 分かってたまるか - No Feeling（2分49秒）
4. ゴッド・セイヴ・ザ・クイーン - God Save the Queen（3分19秒）
5. 怒りの日 - Problems（4分10秒）

- Side B

1. セブンティーン - Seventeen（2分02秒）
2. アナーキー・イン・ザ・U.K. - Anarchy in the U.K.（3分32秒）
3. ボディーズ - Bodies（3分03秒）
4. プリティ・ヴェイカント - Pretty Vacant（3分17秒）
5. ニューヨーク - New York（3分05秒）
6. 拝啓EMI殿 - E.M.I.（2分57秒）

### USオリジナル盤
- Side A

1. さらばベルリンの陽 - Holidays in the Sun（3分20秒）
2. ボディーズ - Bodies（3分03秒）
3. 分かってたまるか - No Feeling（2分49秒）
4. ライアー - Liar（2分41秒）
5. 怒りの日 - Problems（4分10秒）
6. ゴッド・セイヴ・ザ・クイーン - God Save the Queen（3分19秒）

- Side B

1. セブンティーン - Seventeen（2分02秒）
2. アナーキー・イン・ザ・U.K. - Anarchy in the U.K.（3分32秒）　※
3. サブミッション - Submission（4分10秒）
4. プリティ・ヴェイカント - Pretty Vacant（3分17秒）
5. ニューヨーク - New York（3分05秒）
6. 拝啓EMI殿 - E.M.I.（2分57秒）

### CD版
1. さらばベルリンの陽 - Holidays in the Sun（3分20秒）
2. ボディーズ - Bodies（3分03秒）
3. 分かってたまるか - No Feeling（2分49秒）
4. ライアー - Liar（2分41秒）
5. ゴッド・セイヴ・ザ・クイーン - God Save the Queen（3分19秒）
6. 怒りの日 - Problems（4分10秒）
7. セブンティーン - Seventeen（2分02秒）
8. アナーキー・イン・ザ・U.K. - Anarchy in the U.K.（3分32秒）
9. サブミッション - Submission（4分10秒）
10. プリティ・ヴェイカント - Pretty Vacant（3分17秒）
11. ニューヨーク - New York（3分05秒）
12. 拝啓EMI殿 - E.M.I.（2分57秒）

## 参加ミュージシャン
- ジョニー・ロットン - ボーカル
- スティーヴ・ジョーンズ - ギター、ベース、バッキング・ボーカル
- グレン・マトロック - ベース（"アナーキー・イン・ザ・U.K."のみ）
- ポール・クック - ドラムス、バッキング・ボーカル
- シド・ヴィシャス - ベース（"ボディーズ"のみ）